# أرض النيل (فلم)
أرض النيل فيلم مصري من إنتاج عام 1946، بطولة أنور وجدي وراقية إبراهيم ومديحة يسري، إخراج عبد الفتاح حسن.

## فريق العمل
- أنور وجدي
- راقية إبراهيم
- مديحة يسري
- زكي طليمات
- محمد توفيق
- زوزو ماضي
- جورج أبيض
- عقيلة راتب

## روابط خارجية
- مقالات تستعمل روابط فنية بلا صلة مع ويكي بيانات